# Ante Nardelli
Antun Nardelli dit Ante (né le 15 avril 1937 à Split, mort le 5 septembre 1995 à Zagreb) est un joueur de water-polo yougoslave (croate), vainqueur d'une médaille d'argent aux Jeux de Tokyo en 1964.